# Аполлоний (правитель Зенодотиона)
Аполлоний (др.-греч. Απολλώνιος) — правитель города Зенодотиона в I веке до н. э.
О правителе города Зенодотиона Аполлонии известно из труда Плутарха «Сравнительные жизнеописания». В 53 году до н. э. римская армия, возглавляемая военачальником Марком Лицинием Крассом, во время войны с парфянами вторглась в Месопотамию. По свидетельству древнегреческого писателя, многие расположенные здесь города покорились Крассу добровольно. Однако в Зенодотионе были убиты сто римских солдат. Тогда город был захвачен и разграблен, а его жители проданы в рабство. В честь этого события «Красс позволил войску провозгласить себя императором, чем навлек на себя великий стыд, так как, удовлетворившись столь малым, показал, что у него нет никакой надежды совершить что-либо большее».
По замечанию М. М. Дандамаевой, Аполлоний был греком. Плутарх отметил, что он правил «неограниченно». По предположению Г. Берве, считавшего, что речь идёт о настоящем тиране, Аполлоний мог быть назначен парфянским царём.